# SN 2002fd
SN 2002fd – supernowa typu Ia odkryta 9 kwietnia 2002 roku w galaktyce A140354+0459. W momencie odkrycia miała maksymalną jasność 23,40m.